# 스트룀그렌 측광계
스트룀그렌 측광계 (Strömgren photometric system, 스트룀그렌 - 크로우포드 측광계라고도 함)는 항성 분류를 위해 만들어진, u,b,v,y 4색의 필터에 H-β 필터를 추가한 측광 시스템이다. 이는 덴마크의 천문학자 벤그트 스트룀그렌에 의해 1956년 처음 제안되었고, 1958년 스트룀그렌의 동료였던 데이비드 크로우포드에 의해 재정립되었다.

## 필터별 최대흡광파장과 PSF의 반폭치
|                   | u   | v   | b   | y   | βnarrow | βwide |
| ----------------- | --- | --- | --- | --- | ------- | ----- |
| 최대흡광파장 (nm) | 350 | 411 | 467 | 547 | 485.8   | 485   |
| 반폭치 (nm)       | 30  | 19  | 18  | 23  | 2.9     | 12.9  |

## 측광 계수
b-y, m1, c1, β
m1 = (v - b) - (b - y)
c1 = (u - v) - (v - b)
β = βnarrow-βwide
y 필터 등급은 존슨 - 모간 측광계 (UBV)의 V 필터 등급과 련관되어 있으며(최대흡광파장이 V필터와 비슷함), b-y는 항성의 온도를 의미하는 값이다. c1은 항성 표면의 중력과 관계가 있는 계수이며, m1은 항성의 금속함량을 의미하는 계수이다.

## 같이 보기
- 광전 측광기
- 항성분류
- 등급

## 참고 문헌
1. Strömgren, Bengt, 1956, Two-dimensional spectral classification of F stars through photoelectric photometry with interference filters, Vistas in Astronomy, Vol. 2, Issue 1, pp. 1336–1346
2. Crawford, David L., 1958, Two-Dimensional Spectral Classification by Narrow-Band Photometry for B Stats in Clusters and Associations, Astrophysical Journal, Vol. 128 (September 1958), pp. 185–206